# Dysderina sublaevis
Dysderina sublaevis là một loài nhện trong họ Oonopidae.
Loài này thuộc chi Dysderina. Dysderina sublaevis được Eugène Simon miêu tả năm 1907.